# Fleksibilne oblike dela
Fleksibilne oblike dela so različne oblike in načini organizacije dela, ki omogočajo fleksibilizacijo zaposlovanja. Fleksibilizacija zaposlovanja vključuje sprotno spreminjanje in prilagajanje pogojev ter načina organizacije dela. Cilj tega je doseganje večje raznovrstnosti in prožnosti ter povečanje učinkovitosti poslovanja organizacij.
Najpogostejše fleksibilne oblike dela so delo za določen čas, delo s skrajšanim ali podaljšanim delovnim časom, gibljiv delovni čas, sezonsko ali priložnostno delo, nadurno in izmensko delo, fazna in delna upokojitev, zgoščeni delovni čas, ipd. Nekatere izmed naštetih oblik dela lahko pripomorejo k lažjem usklajevanju poklicnega in zasebnega življenja. V fleksibilno obliko dela so lahko zaposleni prisiljeni in jo morajo sprejeti, npr. če se želijo zaposliti ali ohraniti zaposlitev. Lahko pa je odločitev za fleksibilno obliko dela prostovoljna, na lastno željo. Tudi posledice, ki sledijo tem oblikam dela, so lahko negativne in pozitivne. Negativne posledice najpogosteje doletijo ženske, mlade in pripadnike manjšin. Pri zaposlenih ženskah je najpogostejša oblika fleksibilne zaposlitve delo s skrajšanim delovnim časom. Ta zaposlitev pa je povezana tudi z nižjim dohodkom, zato se v nekaterih državah ženske večinoma ne odločajo za to obliko zaposlitve. 
V Sloveniji je ena izmed najpogostejših fleksibilnih oblik zaposlitve delo za določen čas. Okoli 19% zaposlitev je te oblike. Velikokrat je delo za določen čas s strani delodajalcev sredstvo za potešitev trenutnih kadrovskih potreb. Po izteku pogodbe pa lahko delodajalci brez kakršnihkoli pojasnil z zaposlenim prekinejo delovno razmerje. Ker je pri zaposlenem prisotna negotovost glede zaposlitve, lahko to vpliva na posameznikovo odločitev glede ustvarjanja družine. Fleksibilne oblike dela naj bi pripomogle k lažjem usklajevanju poklicnega in zasebnega življenja. V večini primerov pa temu ni tako (zaradi negativnih posledic), tako bi bilo potrebno na tem področju uvesti še veliko ukrepov, predvsem izboljšati zakonodajo na področju zaščite zaposlenih ter podrobneje opredeliti pogoje fleksibilnega zaposlovanja.  